# ناحیه کانیندیو
ناحیه کانیندیو (به اسپانیایی: Canindeyú Department) یک ناحیه در پاراگوئه است که در پاراگوئه واقع شده‌است.

## خصوصیات
ناحیه کانیندیو ۱۴٬۶۶۷ کیلومترمربع مساحت و ۱۴۰٬۵۵۱ نفر جمعیت دارد.